# Dyssekilde Station
Dyssekilde Station er en dansk jernbanestation ved Torup. Stationen blev åbnet 1916 og er opkaldt efter den nærliggende Dyssekildegård. Grunden til at den ikke er opkaldt efter den mere nærliggende landsby Torup er sandsynligvis at der allerede eksisterede en Thorup Station på Thisted-Fjerritslev Jernbanen i Thy.
I dag har Torup Bogby kontor og antikvariat i stueetagen, og på første sal ligger der et kontorfællesskab.